# ゆるキャン△ (テレビドラマ)
『ゆるキャン△』は、あfろによる同名の漫画を原作とした日本のテレビドラマ。
2020年1月10日から3月27日まで、第1期がテレビ東京『木ドラ25』枠にて放送された。初回放送直前の2020年1月9日21時30分からは、LINE LIVEにて福原遥と大原優乃が見所を紹介する「#ゆるキャン△ 放送直前 福原遥＆大原優乃ゆる生LIVE配信」が行われた。
2021年4月2日から6月18日まで、第2期が『ゆるキャン△2』のタイトルで『木ドラ24』枠にて放送。第2期では本編に加えて『へやキャン△』も厳選したエピソードをショートストーリーとして放送する。これに先立つ形で、同年3月29日23時6分から年末年始のエピソードを描いた特別編『ゆるキャン△スペシャル』が放送され、これにあわせる形でスペシャル放送直前の同日20時30分から公式Instagramにて福原と大原の二人によるインスタライブの配信が行われた。主人公の志摩リンを福原が、各務原なでしこを大原がそれぞれ演じたことでも話題になった。

## 登場人物
- 志摩リン - 福原遥[8]
- 各務原なでしこ - 大原優乃[8]
- 大垣千明 - 田辺桃子[8]
- 犬山あおい - 箭内夢菜[8]
- 斉藤恵那 - 志田彩良[8]
- 各務原桜 - 柳ゆり菜[9]
- 鳥羽美波 - 土村芳[9]
- 土岐綾乃 - 石井杏奈[10]

## 劇中に登場する観光地・宿泊地
本作品では山梨・長野・静岡に実在する様々な観光地・宿泊地が登場している。

## スタッフ
- 原作 - あfろ 『ゆるキャン△』（芳文社）
- 脚本 - 北川亜矢子
- 音楽 - 小田切大
- 監督 - 二宮崇、吉野主、玉澤恭平
- チーフプロデューサー - 森田昇（第2期、テレビ東京）
- プロデューサー - 藤野慎也（第1期）→合田知弘（第2期、以上テレビ東京）、熊谷喜一（ヘッドクォーター）、岩倉達哉（SDP）
- 制作 - テレビ東京、SDP、ヘッドクォーター
- 製作著作 - ドラマ「ゆるキャン△」製作委員会（テレビ東京・芳文社・スターダストプロモーション・SDP・ヘッドクォーター）

## 主題歌
「瞬きもせずに」
H△Gによる第1期のオープニングテーマ。
「Replay」
LONGMANによる第1期の主題歌（エンディングテーマ）。
「Hello Youth」
LONGMANによるスペシャルおよび第2期の主題歌（オープニングテーマ）。
「わすれものをしないように」
門脇更紗によるスペシャルおよび第2期のエンディングテーマ。

## 製作

### 企画・撮影

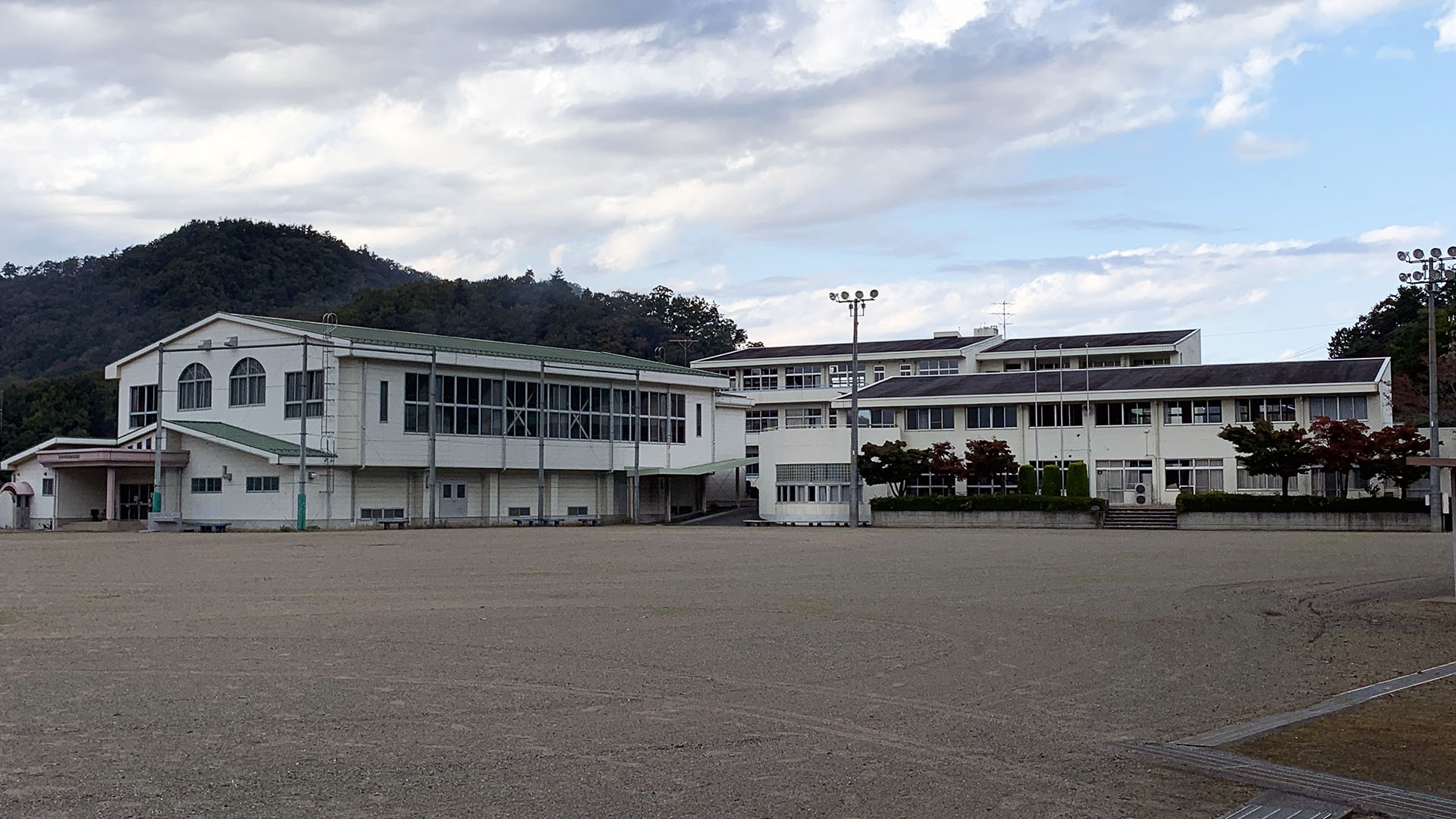
本栖高校の撮影ロケ地となった旧身延町立下部中学校。アニメではデザインの異なる建物であったが、テレビドラマは同じ場所にある実際の廃校舎が使用されている。

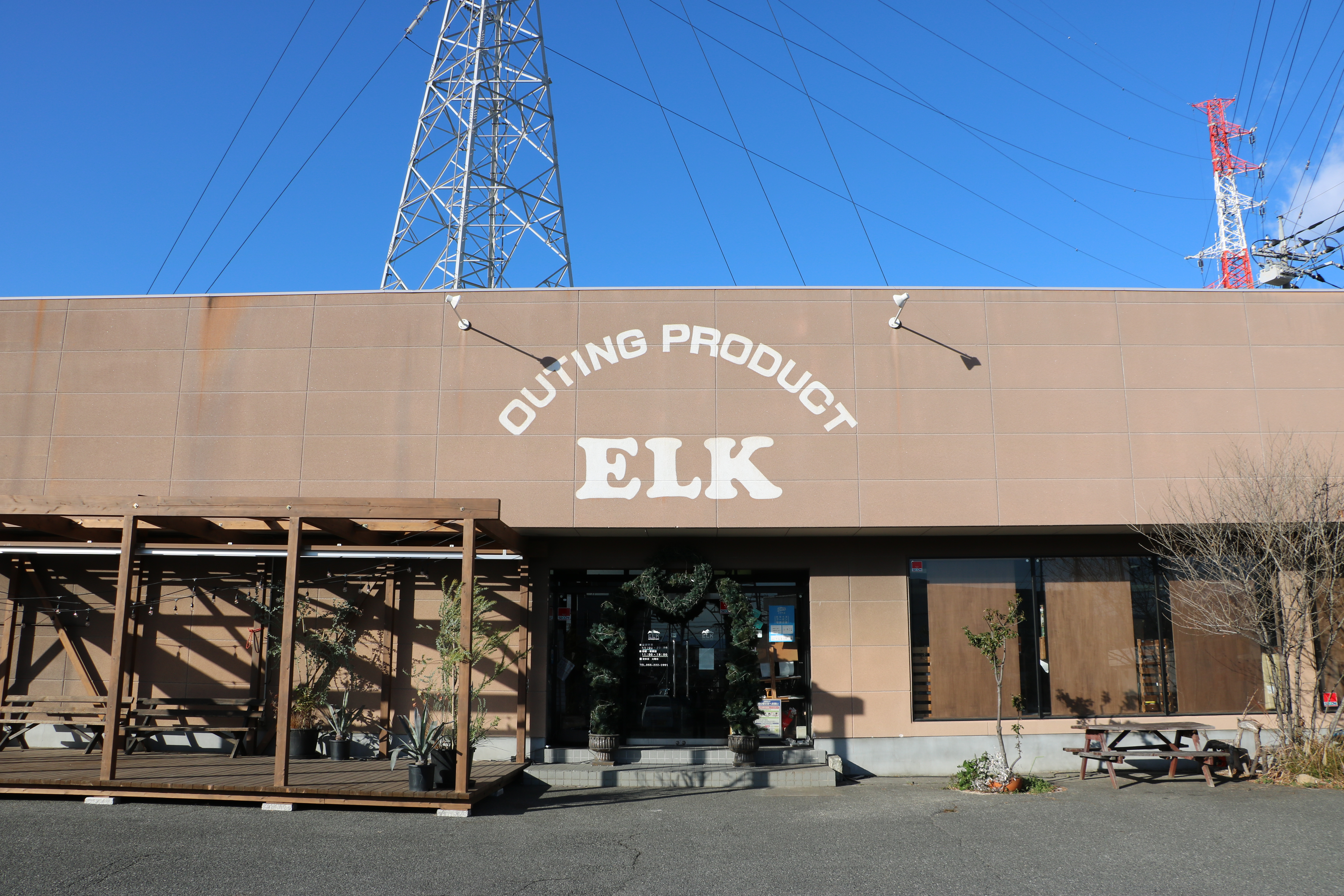
実写版ロケに使用された甲府市のアウトドアショップ『ELK』。

製作に当たってテレビ東京プロデューサーの藤野慎也は「実写化なりのオリジナル表現にも挑戦しつつ、可能な限り原作コミックを忠実に再現したい」と考えていたことを明かしている。そのため、ロケーションに当たってはテレビアニメ版同様に富士の国やまなしフィルム・コミッションの協力を得て、モデルとなったキャンプ場7か所すべてから撮影許可を得た。撮影に当たっては一ヶ所ずつロケハンを行い、どのように撮れば各キャンプ場の魅力を引き出せるのか、スタッフ間で入念に話し合ったという。ただ、天候に左右されるため、例えば初日は浩庵キャンプ場でのロケを予定していたのが雪が降ったためスケジュールを大幅に修正、ふもとっぱらキャンプ場ではロケハン時には富士山からの日の出が全く見られない状況だったが撮影日当日は見事に晴れた、などのエピソードも語られている。
ヘッドクォーターのプロデューサー、熊谷喜一は原作を読んだ時点で「“ゆるさ”という言葉は“しなやかさ”でもあるなって感じました。5人の女子高生も、しなやかに人間関係を変化させていっていて、この“しなやかさ”こそが作品の魅力であり、面白さだな」と語り、S・D・Pプロデューサーの岩倉達哉も原作の感想として「ドラマがすごいしっかりとしていて、よくできている」とした上で、実写化の意図について「自然の中で彼女たちが見ているものには絶対に何かしらの価値があって、それを見るために面倒くさがらず、まずは動くっていうのがすごくすてきだなって感じたので、ドラマ化することで視聴者にも何か届くものがあるだろうなと思いました」、熊谷も「リンたちが不便さを楽しむ様子や、たき火を見つめる彼女たちの向こう側に、彼女たちが得ようとしている“何か”が映ればいいなって思いました」と語っている。
ディレクター陣やプロデューサー陣など、制作スタッフが強く意識したのはアニメ版ではなく原作の方であり、熊谷は「原作をきちんと把握して、現実のキャンプ場、実際の土地を舞台にしたリアルな場所で芝居をすると、必然的にカット割りが似てくる。原作がリアルな場所を描いているからこそ、実写のほうも必然的にそこに近づくんです」と、原作を再現することで結果として自然とアニメ版と近い画作りになったとしている。
企画の立ち上げに当たっては熊谷が元々キャンプが趣味というのもあり、この数年のキャンプブームを感じる中で原作漫画にたどり着き、読了後ただのキャンプものに終わっていないことやソロキャンプだけでなくグループキャンプの良さも描かれていること、リアルな場所が描かれていることが実写化に向いている題材だと考え、岩倉に相談を持ちかけた。岩倉も原作に一度触れたことがあり、熊谷からの話をきっかけに再び読み直すと「女子高生たちの心のドラマがちゃんと描かれている」と、実写化にあうと感じていた。そして岩倉はテレビ東京でやるのが一番と考え、「勇者ヨシヒコシリーズ」で組んだことのある藤野に話を持っていった。
藤野も自らキャンプに興味を持ち始めており、2019年5月の時点で同じくキャンプを題材としたドラマ『ひとりキャンプで食って寝る』（2019年10月 - 12月放送）の制作が始まっていたことから、「自分でもこのようなドラマをプロデュースできたら」と思っていたところに岩倉から話が来たことで渡りに船とばかりに企画を進めることになった。冬季のロケになるため放送時期も含め早期に取り組む必要があると考え、独占配信を行っているAmazonプライムビデオに直ちに声をかけたところ乗り気となったことから企画が進み、通常なら1〜2年かかるところが数ヶ月で放送が決まっていったという。

### 演技・キャスティング
演技に関しては、リン役の福原は出演が決まってから原作漫画およびテレビアニメ版を見て研究しており、これまで演じたことのないクールなキャラについて「（人気作のため）皆がリンちゃんのイメージを既に持っていると思ったので、初めは苦戦しました」「探り探り演じている」、と語っている他、劇中で使うテントの設営練習を繰り返すなど、キャンプ慣れしているキャラクターを再現する努力を重ねて撮影に臨んだ。福原の演技に関しては、藤野も岩倉も「地道な役作りの結果」と評している。なでしこ役の大原もオーディションで決定し、藤野は「なかなかあの天真爛漫なキャラを演じるのって、いろんな女優さんを見たんですが、そこをブレイクスルーしてあそこまで演じきれる子はなかなかいないでしょう」と評している。大原自身は「強く『この役を生きてみたい！』と思った役だったので、演じさせていただけた喜びは、すごくありました」と述べ、福原同様に人気作を演じるプレッシャーと不安があったことを明かしている他、役作りに関して所作と声のトーンから始めており、「走り方やちょっとした動きでも、なでしこらしさを心がけている」と語っている。なお、福原と大原はローティーン向け雑誌『ピチレモン』（学研パブリッシング）の専属モデル時代からの親友であり、共演作もあるが、藤野はプライベートでも仲が良いことを知らなかったという。また福原はインタビューの中で大原と共にあおい役の箭内とも共演歴があり、さらに恵那役の志田とも『ピチレモン』のモデル時代からの知己だったことを挙げて、気心の知れた共演者が多かったことが、結果的に原作のゆるい空気感再現にぴったりだったと述べている。田辺桃子が演じる千明に関しては、田辺は「原作を読んだイメージを壊したくないです」と、あえてアニメを見ずに、原作だけで自分の中でイメージを膨らませて演じているという。
ドラマ版独自のキャスティングとしてはキャンプを趣味とするお笑い芸人がゲスト出演しており、第1期ではピン芸人のヒロシが本人役として複数回出演、第2期の第5話では、山中湖のキャンプ場の管理人役でお笑いコンビ・バイきんぐの西村瑞樹が出演している。西村はゆるキャン△の出演に際して、「本当にキャンパー冥利に尽きます。撮影をしたキャンプ場ではテンション上がって実際に一泊させてもらい、とても良い思い出が出来ました」と感想を語っている。

## 反響
製作発表直後は人気作の実写化という事もあり、反響も多く、中にはファンからの反発の意見もあり、藤野は「ここまで言われるのかとへこんだ。ただこういった意見があったからこそ皆さんの大切な作品に泥を塗ることができないと改めて心に誓うことができた」と語っている。福原と大原も反響の多さに原作が愛されていると実感するとともにプレッシャーを感じつつも、良い作品にできるよう改めて思ったと語っている。
放送後、既存ファンからは原作やテレビアニメ版を忠実に再現した内容が好評を呼び、中でもテレビアニメ・劇場アニメ版でなでしこを演じた花守ゆみりが「笑顔に癒された」というエピソードも語ったなでしこ役の大原の演技、千明を演じる田辺のビジュアル・演技再現度の高さ、実写ならではの風景の美麗さが話題となった。風景描写に関してはアニメファンから「すごい作画だ」と冗談も出るほどに好評価を得ている。視聴者の反応に藤野は「再現度が高いと喜んでもらっている意見が比較的多かったので、正直ホッとしました」、福原も反響の多さに「すごく嬉しい」と語っている。
第2期第2話では、アニメ版でナレーション / リンの祖父役を務める声優・大塚明夫が、ドラマ版でもリンの祖父役として声のみとはいえ出演を果たし、視聴者からは「にくい演出」「スタッフの愛を感じる」「今後のご本人登場に期待」など喜びの声が続出したという。元々、2020年4月に始まった大塚のキャンプ旅企画「あきキャン△」で大塚本人が出演していたこともあり、「ドラマ版にも登場するのでは」と期待が寄せられていたという。
第2期第10話では、なでしこが「ここをキャンプ地とする！」と一人で宣言する場面をはじめとした深夜バラエティ番組『水曜どうでしょう』を彷彿とさせる台詞の数々に視聴者から反響があったという。

## 評価
ライター・ドラマ評論家の成馬零一は本作品について、「出来のよかったアニメ版と比べられ、始まる前は批判的な意見も多かったが、アニメの完コピという大胆な策に打って出たことで評価は反転し絶賛の声が多数上がっている。何より福原遥や大原優乃といった女子高生を演じる若手女優が可愛く撮れているのはポイントが高く、アイドルドラマとして圧倒的に正しい」と評している。さらに成馬は「ソロキャンをするリンとなでしこたち野クルのメンバーの絶妙な距離感がとても心地よく、新型コロナウイルスのニュースでささくれ立っていた心が癒やされる思いだった」と称賛している。成馬は年末企画「成馬零一の『2020年 年間ベストドラマTOP10』」で本作品を6位に挙げている。
フリーライターの苫とり子は、各主要演者について以下のように評している。
- 福原遥（志摩リン 役） - 『ゆるキャン△』のキャストが発表された際にはリンというよりもむしろ、なでしこ役の方が福原には合うのではないかと感じたが、ドラマが始まるとその心配は直ぐに払拭された。見た目の再現度はもちろんのこと、ただクールなだけではなく、無表情なのに喜怒哀楽が溢れ出るツンデレな性格を見事に表現している[33]。
- 大原優乃（各務原なでしこ 役） - 明るく活発でみんなから愛される2.5次元特有のキャラクターであるなでしこが「現実世界に存在する」という感覚を視聴者にもたらした。原作やアニメの「完全再現」ではなく、あくまでもなでしこという一人の女の子に憑依して愛らしい性格やリアクションを表現し、原作ファンにも受け入れられた稀有な例だろう[33]。
- 田辺桃子（大垣千明 役） - 特徴的なルックスはもちろん、千明の大袈裟なリアクションと男気のある性格を違和感なく自分のものとしている。子役として活動していたこともあるが、彼女の確かな演技力が本作品に安定感をもたらしたのではないだろうか[34]。
- 箭内夢菜（犬山あおい 役） - 箭内は福島出身だが、おっとりとしたあおいの関西弁が板についている。お姉さん的な存在でありながら、実はホラ話が好きでお茶目な性格をコミカルに演じる姿が印象深い[34]。
- 志田彩良（斉藤恵那 役） - 目立つタイプではないが、リンとなでしこたち野クルメンバーとの架け橋のような存在である恵那の重要さが志田の演技から滲み出ている[34]。

## 放送日程
第1期
| 話数          | 放送日         | 監督     |
| ------------- | -------------- | -------- |
| 1             | 2020年 1月10日 | 二宮崇   |
| 2             | 1月17日        | 二宮崇   |
| 3             | 1月24日        | 二宮崇   |
| 4             | 1月31日        | 吉野主   |
| 5             | 2月7日         | 吉野主   |
| 6             | 2月14日        | 玉澤恭平 |
| 7             | 2月21日        | 玉澤恭平 |
| 8             | 2月28日        | 二宮崇   |
| 9             | 3月6日         | 吉野主   |
| 10            | 3月13日        | 吉野主   |
| 11            | 3月20日        | 二宮崇   |
| 12 （最終話） | 3月27日        | 二宮崇   |

特別編
| 話数 | 放送日         | 監督   |
| ---- | -------------- | ------ |
| SP   | 2021年 3月29日 | 二宮崇 |

第2期
| 話数          | 放送日        | 監督     |
| ------------- | ------------- | -------- |
| 1             | 2021年 4月2日 | 二宮崇   |
| 2             | 4月9日        | 二宮崇   |
| 3             | 4月16日       | 玉澤恭平 |
| 4             | 4月23日       | 吉野主   |
| 5             | 4月30日       | 玉澤恭平 |
| 6             | 5月7日        | 玉澤恭平 |
| 7             | 5月14日       | 玉澤恭平 |
| 8             | 5月21日       | 吉野主   |
| 9             | 5月28日       | 吉野主   |
| 10            | 6月4日        | 吉野主   |
| 11            | 6月11日       | 吉野主   |
| 12 （最終話） | 6月18日       | 吉野主   |

## 放送局
| 放送期間                | 放送時間                     | 放送局       | 対象地域   | 備考   |
| ----------------------- | ---------------------------- | ------------ | ---------- | ------ |
| 2020年1月10日 - 3月27日 | 金曜 1:00 - 1:30（木曜深夜） | テレビ東京   | 関東広域圏 | 製作局 |
|                         |                              | テレビ愛知   | 愛知県     |        |
|                         |                              | テレビ大阪   | 大阪府     |        |
| 2020年1月15日 - 4月1日  | 水曜 0:00 - 0:30（火曜深夜） | BSテレ東     | 日本全域   | BS放送 |
| 2020年1月24日 - 4月10日 | 金曜 2:03 - 2:33（木曜深夜） | 静岡放送     | 静岡県     |        |
| 2020年1月25日 - 4月11日 | 土曜 23:30 - 翌0:00          | テレビ和歌山 | 和歌山県   |        |
| 2020年2月2日 - 4月19日  | 日曜 22:54 - 23:24           | びわ湖放送   | 滋賀県     |        |
| 2020年4月12日 - 6月28日 | 日曜 13:00 - 13:30           | 山梨放送     | 山梨県     | 舞台地 |

| 配信開始日    | 配信時間        | 配信サイト                                           | 備考                      |
| ------------- | --------------- | ---------------------------------------------------- | ------------------------- |
| 2020年1月10日 | 金曜 1:30 更新  | TVer [ 38 ] ネットもテレ東 [ 39 ] ニコニコチャンネル | 本放送終了後1週間限定配信 |
|               | 金曜 10:00 更新 | Amazon Prime Video                                   | 独占見放題配信            |

| 放送日        | 放送時間                     | 放送局                                               | 対象地域 | 備考   |
| ------------- | ---------------------------- | ---------------------------------------------------- | -------- | ------ |
| 2021年3月29日 | 月曜 23:06 - 翌0:00          | テレビ東京（製作局）を始めとする テレビ東京系列全6局 | 日本国内 |        |
|               |                              | びわ湖放送                                           | 滋賀県   |        |
| 2021年4月6日  | 火曜 0:00 - 0:59（月曜深夜） | BSテレ東                                             | 日本全域 | BS放送 |
| 2021年4月10日 | 土曜 13:30 - 14:30           | 山梨放送                                             | 山梨県   | 舞台地 |
| 2021年4月17日 | 土曜 1:55 - 2:50（金曜深夜） | 福島テレビ                                           | 福島県   |        |
| 2021年4月21日 | 水曜 0:50 - 1:50（火曜深夜） | 鹿児島放送                                           | 鹿児島県 |        |
|               | 水曜 1:40 - 2:40（火曜深夜） | 静岡放送                                             | 静岡県   | 舞台地 |
| 2021年5月24日 | 月曜 2:35 - 3:30（日曜深夜） | テレビ熊本                                           | 熊本県   |        |

| 配信開始日    | 配信時間       | 配信サイト                                   | 備考                      |
| ------------- | -------------- | -------------------------------------------- | ------------------------- |
| 2021年3月30日 | 火曜 0:00 更新 | TVer ネットもテレ東 ニコニコチャンネル GYAO! | 本放送終了後1週間限定配信 |
|               |                | Amazon Prime Video                           | 独占見放題配信            |

| 放送期間                | 放送時間                     | 放送局                                               | 対象地域 | 備考     |
| ----------------------- | ---------------------------- | ---------------------------------------------------- | -------- | -------- |
| 2021年4月2日 - 6月18日  | 金曜 0:30 - 1:00（木曜深夜） | テレビ東京（製作局）を始めとする テレビ東京系列全6局 | 日本国内 |          |
| 2021年4月7日 - 6月23日  | 水曜 0:00 - 0:30（火曜深夜） | BSテレ東                                             | 日本全域 | BS放送   |
| 2021年4月17日 - 7月10日 | 土曜 13:30 - 14:00           | 山梨放送                                             | 山梨県   | 舞台地   |
| 2021年4月19日 - 7月5日  | 月曜 0:30 - 1:00（日曜深夜） | びわ湖放送                                           | 滋賀県   |          |
| 2021年4月21日 - 7月7日  | 水曜 1:55 - 2:25（火曜深夜） | 静岡放送                                             | 静岡県   | 舞台地 / |
| 2021年4月24日 - 7月10日 | 土曜 1:40 - 2:10（金曜深夜） | 福島テレビ                                           | 福島県   |          |
| 2021年4月30日 - 7月23日 | 金曜 1:20 - 1:50（木曜深夜） | 鹿児島放送                                           | 鹿児島県 |          |
| 2021年5月30日 - 8月15日 | 日曜 1:15 - 1:45（土曜深夜） | テレビ熊本                                           | 熊本県   |          |

| 配信開始日   | 配信時間       | 配信サイト                                   | 備考                      |
| ------------ | -------------- | -------------------------------------------- | ------------------------- |
| 2021年4月2日 | 金曜 1:00 更新 | TVer ネットもテレ東 ニコニコチャンネル GYAO! | 本放送終了後1週間限定配信 |
|              | 金曜 1:10 更新 | Amazon Prime Video                           | 独占見放題配信            |

## BD / DVD
2020年10月9日に第1期のBD-BOX/DVD-BOXが発売。映像特典としてメイキング映像や出演者による自撮り映像、上述の放送直前LINE LIVEで配信された映像を収録。商品には購入者限定イベントの参加抽選券が同封されたが、新型コロナウィルス感染症の影響により、無観客のオンラインイベントに変更。購入者全員に参加の権利が付与された。イベントは2020年11月5日に開催。主要出演者5名（福原、大原、田辺、箭内、志田）のトークに参加者がチャットでコメントする内容で行われ、その中で第2期の制作が発表された。
2021年10月6日にスペシャルを含む第2期のBD-BOX/DVD-BOXが発売。映像特典としてメイキング映像や出演者による自撮り映像、同年3月29日に放送された『ゆるキャン△スペシャル』の映像を収録。